# Templo de Nuestra Señora del Patrocinio o de la Bufa
El Templo de Nuestra Señora del Patrocinio o de la Bufa o santuario de la Virgen del Patrocinio es un templo católico ubicado en el cerro de la Bufa, en Zacatecas, Zacatecas perteneciente a la jurisdicción de la Diócesis de Zacatecas en el que se venera a la advocación mariana de Nuestra Señora del Patrocinio. Es considerada por sus fieles como Patrona Especial de la Ciudad y le festejan del 3 al 15 de septiembre con peregrinaciones por gremios.

## Historia
Fue la primera ermita dedicada a la Virgen María en la ciudad de Zacatecas, construida en enero de 1548 en señal de agradecimiento. En 1656 se le nombró como la Virgen del Patrocinio del pueblo de Zacatecas. Debido al tiempo y al descuido la ermita cayó, por lo que se levantó una nueva capilla que se terminó de construir en 1728, y en el mes de noviembre se le colocó la imagen que aún es venerada por los fieles.